# Stefano Mauri
Stefano Mauri, född 8 januari 1980 i Monza, Italien, är en professionell fotbollsspelare (offensiv mittfältare) som spelar för Brescia. 
Mauri var en av Lazios bästa spelare när laget nådde en imponerande tredjeplacering säsongen 2006/2007. I Lazio var han lagkapten sedan 2012, då anfallaren Tommaso Rocchi lämnade klubben. År 2015 lämnade han klubben.
Han debuterade i det italienska landslaget 2004 i en träningslandskamp mot Finland.

## Klubbkarriär
Mauri debuterade i Serie A år 2002 för Modena FC i en 3–0-förlust mot AC Milan. Han tillbringade två säsonger i den gulröda tröjan innan flyttlasset bar av till Brescia, där bland annat Roberto Baggio fanns i laget. I Brescia fick han spela 30 matcher och lyckades göra sju mål. Därefter flyttade Mauri till Udinese där han blev delägd.  Under första säsongen i Udinese var han ordinarie och spelade så bra att han fick debutera i det italienska landslaget. Den andra säsongen på Stadio Friuli gick sämre, vilket ledde till att han under vinterns transferfönster släpptes till den romerska klubben SS Lazio.
Han debuterade för Lazio, som då tränades av Delio Rossi, i en Coppa Italia-match mot Inter (1–1). Första målet kom mot Chievo i en match som slutade 2–2. Den mest minnesvärda säsongen för Mauris del i Lazio är dock säsongen 2006/2007 där klubben nådde en imponerade 3:e-placering i Serie A, vilket Mauri själv var starkt bidragande till med bland annat sex mål, varav två var mot sin tidigare klubb Udinese i en 5–0-vinst på Olimpico. Den framgångsrika säsongen innebar att Lazio fick kvala till UEFA Champions League. Säsongen därpå gick tyngre både för Lazio och för Mauri, som hade problem med skador. Lazio slutade 12:a i Serie A och hamnade sist i sin Champions League-grupp.
Säsongen 2008/2009 gick något bättre, Mauri gjorde ett drömmål i en 3–0-vinst på Olimpico mot Fiorentina. Dessutom vann han sin första titel som seniorspelare när Lazio vann Coppa Italia.
Den andra titeln kom några månder senare när Lazio vann den Italienska supercupen den 8 augusti 2009 mot Inter (2–1). Säsongen 2009/2010 gick dock i övrigt tungt för Lazio som var nära att degraderas från Serie A. Mauri stod för viktiga mål i bortamatcherna mot Juventus (1–1) och Bologna (3–2). Utöver det gjorde han även det sista målet i 3-0-vinsten mot svenska IF Elfsborg  i kvalet till UEFA Europa League.
2010/2011 inledde han lagets målskytte för säsongen när han satte 1–0 i hemmapremiären mot Bologna efter att ha blivit framspelat av Tommaso Rocchi. I övrigt höll han sig skadefri och gjorde kanske sin bästa säsong sedan säsongen 2006/2007. Detta gjorde att Italiens förbundskapten Cesare Prandelli belönade honom med en plats i det Italienska landslagets trupp inför EM-kval-matcherna mot Nordirland och Serbien.
Säsongen 2011/2012 inleddes med att Mauri spelade fram till både Miroslav Kloses 0–1 och Djibril Cissés 0–2 borta mot AC Milan på San Siro. Resterande delen av säsongen kantades dock av skador, vilket innebar att han fick besöka en specialist i Tyskland. Han kom dock tillbaka lagom till Romderbyt mot AS Roma, en match som han själv avgjorde med sitt 2–1-mål i andra halvlek. Mauri hamnade även i blåsväder efter att ha misstänkts vara iblandad i den italienska spelskandalen Calcioscommese.

## Landslagskarriär
Mauri togs ut för första gången år 2004 i det italienska landslaget som 24-åring av Marcello Lippi. Debuten kom den 17 november mot Finland (1–0) i en match som spelades på Stadio San Filippo i Messina.
Han har sedan dess blivit uttagen vid några enstaka tillfällen genom åren av både Roberto Donadoni och Cesare Prandelli. Han har aldrig spelat något stort mästerskap för Italien.

## Meriter
- Coppa Italia (2008/09)
- Italienska supercupen 2009